# 5612 Nevskij
5612 Nevskij este un asteroid din centura principală de asteroizi.

## Descriere
5612 Nevskij este un asteroid din centura principală de asteroizi. A fost descoperit pe 3 octombrie 1975 la Observatorul astrofizic din Crimeea de Liudmila Cernîh. El prezintă o orbită caracterizată de o semiaxă mare de 2,49 ua, o excentricitate de 0,10 și o înclinație de 7,7° în raport cu ecliptica.